# Marco Coledan
Marco Coledan (Motta di Livenza, 22 agosto 1988) è un ex ciclista su strada e pistard italiano, professionista su strada dal 2012 al 2018 e Nazionale italiano su pista dal 2007 al 2018.

## Carriera
Coledan comincia a gareggiare nel ciclismo all'età di dodici anni. In cinque stagioni tra i Dilettanti Elite/Under-23, dal 2007 al 2011, mette in evidenza caratteristiche di velocista, cogliendo dodici successi con la divisa della Trevigiani-Dynamon-Bottoli diretta da Mirko Rossato. Nel 2012 firma il suo primo contratto da professionista con la Colnago-CSF Inox di Bruno Reverberi, e l'anno dopo, come pure nel 2014, rimane sotto la guida di Reverberi alla Bardiani-CSF, senza però ottenere vittorie. Per il 2015 si trasferisce alla Trek Factory Racing, formazione World Tour statunitense. Nel 2018, in maglia Wilier Triestina-Selle Italia, ottiene il primo successo da professionista su strada, una tappa al Tour du Maroc davanti al compagno Jakub Mareczko.
Su pista si laureò campione europeo juniores 2006 dell'inseguimento individuale. In carriera vinse inoltre nove titoli di campione italiano Open. Nel 2008, nel 2009, nel 2012, nel 2013 e nel 2014 si aggiudicò il titolo nazionale dell'inseguimento individuale, mentre nel 2012 vinse il tricolore nella corsa a punti; completano il palmarès due titoli nell'inseguimento a squadre e uno nel derny. Nel novembre 2013 si aggiudicò anche l'oro nell'inseguimento individuale durante la prova di Coppa del mondo a Manchester, primo italiano a riuscirci dal 1997.
Nell'ottobre 2018 annuncia il ritiro dal ciclismo professionistico.

## Palmarès

### Strada
- 2007 (Dilettanti Elite/Under-23, Trevigiani-Dynamon, una vittoria)

Memorial Gino Consigli
- 2008 (Dilettanti Elite/Under-23, Trevigiani, due vittorie)

Gran Premio Vini Doc Valdadige
Medaglia d'Oro Ottavio Bottecchia - Fossalta di Piave
- 2009 (Dilettanti Elite/Under-23, Trevigiani, una vittoria)

1ª tappa Giro della Regione Friuli Venezia Giulia (Udine > Ronchi dei Legionari)
- 2010 (Dilettanti Elite/Under-23, Trevigiani-Dynamon-Bottoli, quattro vittorie)

Gran Premio Sportivi di Podenzano
Trofeo Lampre
Gran Premio Calvatone
Coppa Mobilio Ponsacco, Prova a cronometro
- 2011 (Dilettanti Elite/Under-23, Trevigiani-Dynamon-Bottoli, quattro vittorie)

Bracciale del Cronomen
Gran Premio Cementi Zillo
Gran Premio Città di Verona
Circuito del Pozzo
- 2018 (Wilier Triestina-Selle Italia, una vittoria)

8ª tappa Tour du Maroc (Agadir > Essaouira)

### Pista
- 2006

Campionati europei, Inseguimento individuale Juniores
Campionati italiani, Inseguimento individuale Juniores
- 2008

Campionati italiani, Inseguimento individuale
- 2009

Campionati italiani, Inseguimento individuale
- 2010

Campionati italiani, Inseguimento a squadre (con Alex Buttazzoni, Angelo Ciccone e Alessandro De Marchi)
- 2012

Campionati italiani, Inseguimento individuale
Campionati italiani, Corsa a punti
- 2013

Campionati italiani, Inseguimento individuale
Campionati italiani, Inseguimento a squadre (con Alex Buttazzoni, Paolo Simion ed Elia Viviani)
Campionati italiani, Derny
1ª prova Coppa del mondo 2013-2014, Inseguimento individuale (Manchester)
- 2014

Sei giorni delle Rose (con Alex Buttazzoni)
Tre sere di Pordenone (con Elia Viviani)
Campionati italiani, Inseguimento individuale
Trois Jours d'Aigle, Inseguimento individuale
- 2016

Criterium di Pordenone, Americana (con Paolo Simion)
Tre sere di Pordenone (con Liam Bertazzo)

## Piazzamenti

### Grandi Giri
- Giro d'Italia

2012: 153º
2015: 163º
2016: 129º
2018: 146º

### Classiche monumento
- Milano-Sanremo

2012: 147º
2014: 97º
2016: 145º
2017: 182º
2018: 122º
- Giro delle Fiandre

2016: ritirato
- Parigi-Roubaix

2016: fuori tempo massimo

### Competizioni mondiali
- Campionati del mondo su strada

Stoccarda 2007 - Cronometro Under-23: 47º
Varese 2008 - Cronometro Under-23: non partito
Bergen 2017 - Cronosquadre: 12º
- Campionati del mondo su pista

Palma di Maiorca 2007 - Inseguimento a squadre: 12º
Ballerup 2010 - Inseguimento individuale: 14º
Ballerup 2010 - Inseguimento a squadre: 11º
Minsk 2013 - Inseguimento a squadre: 9º
Minsk 2013 - Inseguimento individuale: 16º
Cali 2014 - Inseguimento a squadre: 11º
Cali 2014 - Inseguimento individuale: 5º
Cali 2014 - Americana: 6º
Saint-Quentin-en-Yvelines 2015 - Inseguimento a squadre: 16º
Saint-Quentin-en-Yvelines 2015 - Inseguimento individuale: 16º
Apeldoorn 2018 2018 - Inseguimento individuale: 18º